# Model Shop
Série
Les Parapluies de Cherbourg
Pour plus de détails, voir Fiche technique et Distribution.
Model Shop est un film franco-américain réalisé par Jacques Demy, produit par Columbia Pictures et sorti en 1969. 
Il est le dernier film de la trilogie commencée avec Lola et poursuivie avec Les Parapluies de Cherbourg.

## Synopsis
À Los Angeles, George Matthews, architecte au chômage, est menacé de voir sa voiture de sport saisie s'il ne paye pas 100 $ dans un bref délai ; il se dispute à ce sujet avec son amie, Gloria, plus « réaliste » que lui, puis part en quête de l'argent. 
Au cours de cette quête, il apprend, en téléphonant à ses parents, qu'il a reçu sa feuille de route pour le Vietnam et rencontre une femme mystérieuse (Lola). Un ami musicien lui prête les 100 $ dont il a besoin, mais il va en dépenser une partie à l'endroit où il découvre que Lola travaille en posant pour des photos sexy, un model shop. Le soir, il retourne au model shop voir Lola ; ils passent la nuit ensemble. 
Le lendemain, il lui donne 75 $ qui vont lui permettre de rentrer en France. De retour chez lui, il assiste au départ de Gloria ; il essaie de téléphoner à Lola, mais apprend qu'elle est déjà partie ; en même temps, il voit un camion remorque embarquer son automobile.

## Fiche technique
- Titre : Model Shop
- Réalisation : Jacques Demy
- Scénario : Jacques Demy
- Directeur de la photographie : Michel Hugo
- Musique : Spirit
- Production : Columbia Pictures Corporation
- Pays d'origine :  France,  États-Unis
- Format : Couleurs - 1,85:1 - mono
- Genre : drame
- Durée : 97 minutes
- Dates de sortie : 
  - États-Unis : 11 février 1969 (New York) / 1er avril 1969
  - France : 14 mai 1969

## Distribution
- Anouk Aimée : Lola
- Gary Lockwood : George Matthews
- Alexandra Hay : Gloria
- Carol Cole : Barbara, colocataire de Lola
- Tom Holland : Gerry, ami de Gloria
- Neil Elliot : Fred
- Duke Hobbie : David
- Craig Littler : Rob
- Jon Lawson : Tony
- Jeanne Sorel : secrétaire
- Jacqueline Mille : model n°1
- Anne Randall : model n°2

## Production du film
Harrison Ford, encore inconnu, a été pressenti par Jacques Demy pour tenir le rôle principal, la production préférant Gary Lockwood, après le succès de 2001, l'Odyssée de l'espace. 